# زیارت (پارسیان)
زیارت، روستایی در دهستان بهدشت بخش کوشکنار شهرستان پارسیان در استان هرمزگان ایران است. این روستا، مرکز دهستان بهدشت است.

## جمعیت
بر پایه سرشماری عمومی نفوس و مسکن در سال ۱۳۹۵، جمعیت این روستا برابر با ۹۳۰ نفر (۲۵۹ خانوار) بوده‌است.